# MAGOH
MAGOH‏ (Mago homolog, exon junction complex subunit) هوَ بروتين يُشَفر بواسطة جين MAGOH في الإنسان.